# Delphine Wespiser
Delphine Wespiser (ur. 3 stycznia 1992 w Miluzie) – francuska modelka, prezenterka telewizyjna, aktorka i działaczka społeczna. Miss Francji z roku 2012. Ma ponad pół miliona subskrybentów na Instagramie.

## Biografia
18 sierpnia 2012 roku reprezentowała Francję podczas wyborów Miss World 2012 w Ordos, w regionie Mongolia Wewnętrzna, w Chinach, gdzie nie dostała się do półfinału.
W 2014 roku była kandydatką w wyborach samorządowych Magstatt-le-Bas z listy niezależnego ustępującego burmistrza. Została wybrana jako jedna z jedenastu radnych gminy uzyskując w pierwszej turze 51,55% głosów.
Znana jest jako gwiazda teleturnieju Ford Boyard i od 2013 roku prezenterka regionalnego kanału Alsace 20. Zaangażowała się także w działalność Międzynarodowego Funduszu na rzecz Dobrostanu Zwierząt (IFAW). W przeszłości chciała zostać weterynarzem.
Oprócz francuskiego biegle włada językiem angielskim i niemieckim. Mówi także po alzacku, oraz promuje używanie języków regionalnych. We współpracy z pisarzem i emerytowanym nauczycielem nauczała języka alzackiego w szkołach podstawowych i razem wydali płytę CD z podstawowym słownictwem alzackim. W 2021 roku wydała swoją pierwszą książkę. 
W czasie pandemii covid-19 dała się poznać jako przeciwniczka szczepień. Podczas debaty w 2022 roku wyznała, że została zmuszona do zaszczepienia się, ponieważ chciała podróżować. Zaatakowała lekarza broniącego szczepionek, twierdząc, że wiele osób po szczepieniach umiera na zakrzepicę, czemu lekarz zaprzeczył. Wyznała również, że szczepionka była przedmiotem kontrowersji w jej związku.
W 2023 roku podróżuje do Meksyku, aby kręcić nowy sezon Temptation Island, który zostanie wyemitowany na antenie W9 w 2024 r..